# نهائي كأس ألمانيا 2008
نهائي كأس ألمانيا 2008 هي المباراة النهائية من منافسة كأس ألمانيا 2007–08، أقيمت المباراة في 19 أبريل 2008، في الملعب الأولمبي، بين فريقي بوروسيا دورتموند، وبايرن ميونخ، وفاز فيها بايرن ميونخ، بعد أن هزم بوروسيا دورتموند، بنتيجة 1–2، وكان حكم المباراة كنوت كيرشر، وحضر المباراة 74،244 شخصاً.

## تفاصيل المباراة
لعبت المباراة النهائية في 19 أبريل 2008.
| بوروسيا دورتموند  | 1–2 | بايرن ميونخ                    |
| ----------------- | --- | ------------------------------ |
| ملادن بيتريتش 90' |     | لوكا توني 11' · لوكا توني 103' |

| بوروسيا دورتموند | بايرن ميونخ |